# Кузнецов, Иван Георгиевич
Иван Георгиевич Кузнецов (1892—1946) — советский геолог, доктор геолого-минералогических наук. Один из крупнейших исследователей стратиграфии, тектоники, минералогии, петрографии, рудных и не рудных месторождений, карстовых и ледниковых явлений, вопросов инженерной и военной геологии Кавказа в 1920-е — 1930-е годы.

## Биография
Родился 27 августа (8 сентября) 1892 года в слободе Нальчик (Терская область, Российская империя) в крестьянской семье.
Учился в слободской начальной школе (3 отделения) и горской школе (3 класса) в городе Нальчик. Затем в реальном училище в городе Владикавказ, который окончил в 1912 году.
В 1919 году окончил Горный институт в Петрограде. Учился на «кавказскую стипендию» (25 рублей в месяц)
Начал работать в Геологическом комитете под руководством А. П. Герасимова — коллектором в экспедициях (1914—1918), научным сотрудником (с 1 января 1919 года). Работал на центральном Кавказе (1920, 1923—1929), на Кольском полуострове (1921—1922). В 1932 году был начальником Рокской экспедиции ЦНИГРИ (Рокский тоннель). В 1934 году был начальником Комплексной Балкарской экспедиции ЦНИГРИ.
Участвовал в подготовке и экскурсиях 17 сессии Международного геологического конгресса (СССР, 1937).
Одновременно читал лекции по минералогии в Горном институте (1920—1922; 1930—1932).
В 1937—1939 годах — профессор геологии в Педагогическом институте в городе Орджоникидзе.
С 1939 года работал старшим научным сотрудником в Институте геологических наук АН СССР, принимал участие в Кавказской экспедиции АН СССР.
С 1923 года проводил ежегодные полевые исследования на Кавказе:
- сделал первое детальное подразделение мезозойских глинистых сланцев на южном склоне Главного Кавказского хребта (нижнеюрский возраст);
- доказал докембрийский возраст части метаморфических пород Дзирульского массива и гнейсов Центрального и Западного Кавказа;
- разрабатывал тектоническую структуру Кавказа;
- уточнил стратиграфическую схему геосинклинальных отложений южного склона Большого Кавказского хребта, выделил нижнемеловой флиш и карбонатные отложения верхней юры и нижнего мела.

Открыл и описал (1925) новый минерал — лопарит.
Скончался 9 июня 1946 года в Москве.